# Erik Valnes
Erik Valnes (Sørreisa, 19 april 1996) is een Noorse langlaufer.

## Carrière
Bij zijn wereldbekerdebuut, in december 2017 in Lillehammer, scoorde Valnes direct wereldbekerpunten. In januari 2019 stond de Noor in Dresden voor de eerste maal in zijn carrière op het podium van een wereldbekerwedstrijd. Op 27 november 2020 boekte hij in Kuusamo zijn eerste wereldbekerzege. Op de wereldkampioenschappen langlaufen 2021 in Oberstdorf veroverde hij de zilveren medaille op de sprint, op de teamsprint werd hij samen met Johannes Høsflot Klæbo wereldkampioen.

## Resultaten

### Wereldkampioenschappen
| Jaar | Plaats     | Resultaten                                          |
| ---- | ---------- | --------------------------------------------------- |
| 2021 | Oberstdorf | Sprint (klassieke stijl) · Teamsprint (vrije stijl) |

### Wereldbeker
Eindklasseringen
| Seizoen   | Algm | DI  | SP     | TdS |
| --------- | ---- | --- | ------ | --- |
| 2017/2018 | 120e | –   | 66e    | –   |
| 2018/2019 | 40e  | –   | 12e    | –   |
| 2019/2020 | 12e  | 33e | Zilver | DNF |
| 2020/2021 | 38e  | 46e | 17e    | –   |

Wereldbekerzeges individueel
| Nr. | Datum            | Plaats  | Onderdeel                |
| --- | ---------------- | ------- | ------------------------ |
| 1.  | 27 november 2020 | Kuusamo | Sprint (klassieke stijl) |

Wereldbekerzeges team
| Nr. | Datum            | Plaats      | Onderdeel                           | Teamgenoten              |
| --- | ---------------- | ----------- | ----------------------------------- | ------------------------ |
| 1.  | 13 januari 2019  | Dresden     | 6 × 1,6 km teamsprint (vrije stijl) | Skar                     |
| 2.  | 22 december 2019 | Planica     | 6 × 1,2 km teamsprint (vrije stijl) | Skar                     |
| 3.  | 5 december 2021  | Lillehammer | 4 × 7,5 km estafette                | Iversen / Krüger / Klæbo |